# Tyler Jacob Moore
Tyler Jacob Moore (* 15. Oktober 1982 in Urbana, Illinois) ist ein US-amerikanischer Schauspieler.

## Leben und Karriere
Tyler Jacob Moore wurde im Oktober 1982 in der Kleinstadt Urbana im US-Bundesstaat Illinois geboren.
Er ist seit 2005 vor allem als Fernsehdarsteller aktiv. Moore erreichte größere Bekanntheit mit der Rolle des Tony Markovich in der Serie Shameless und seiner Rolle als Pastor John Tudor in GCB.
Moore war von 2011 bis 2013 mit seiner Schauspielkollegin Emmy Rossum zusammen, mit der er auch in der Serie Shameless eine Beziehung hat.

## Filmografie (Auswahl)
- 2005: The Ranch
- 2007: The Unit (Fernsehserie, Episode 2x17)
- 2007: Ghost Whisperer (Fernsehserie, Episode 3x03)
- 2008: Navy CIS (Fernsehserie, Episode 5x17)
- 2009: Private Practice (Fernsehserie, Episode 2x12)
- 2009: Rules of Engagement (Fernsehserie, Episode 3x07)
- 2010: Criminal Minds (Fernsehserie, Episode 5x22)
- 2011–2016: Shameless (Fernsehserie, 14 Episoden)
- 2012: GCB (Fernsehserie, 8 Episoden)
- 2014: Once Upon a Time (Fernsehserie, 2 Episoden)
- 2018: Barry (Fernsehserie, Episode 1x1)